# Wakeu Fogaing
Sylvain Wakeu Fogaing est un artiste dramaturge, humoriste, metteur en scène et auteur camerounais, né en 1968 et mort le 21 mars 2021 à Bandounga,,.